# Paris-Dauphine Egyetem
A Paris-Dauphine Egyetem (franciául: Université Paris-Dauphine) különleges státuszú párizsi közgazdaságtudományi magánegyetem, Franciaország és a világ egyik vezető kutatási intézménye. 1968-ban alapították, főépülete a korábbi NATO központjában kapott helyet, a 16. kerületben.
A Paris-Dauphine nagyon szelektív intézmény. Alapképzéseire a felvett diákok 90–95 százaléka kitűnő érettségi eredménnyel érkezik. A mesterképzéseken a felvettek aránya sosem éri el a 10 százalékot.
A Paris-Dauphine Egyetem alapító tagja az Université Paris Sciences et Lettres (PSL) egyetemi szövetségnek, illetve tagja a Franciaország legfontosabb magánegyetemeit magába foglaló szervezetnek, a Conférence des Grandes écoles-nak. 